# Cochren & Co.
 (mai 2024).
La mise en forme du texte ne suit pas les recommandations de Wikipédia : il faut le « wikifier ».
Les points d'amélioration suivants sont les cas les plus fréquents. Le détail des points à revoir est peut-être précisé sur la page de discussion.
- Les titres sont pré-formatés par le logiciel. Ils ne sont ni en capitales, ni en gras.
- Le texte ne doit pas être écrit en capitales (les noms de famille non plus), ni en gras, ni en italique, ni en « petit »…
- Le gras n'est utilisé que pour surligner le titre de l'article dans l'introduction, une seule fois.
- L'italique est rarement utilisé : mots en langue étrangère, titres d'œuvres, noms de bateaux, etc.
- Les citations ne sont pas en italique mais en corps de texte normal. Elles sont entourées par des guillemets français : « et ».
- Les listes à puces sont à éviter, des paragraphes rédigés étant largement préférés. Les tableaux sont à réserver à la présentation de données structurées (résultats, etc.).
- Les appels de note de bas de page (petits chiffres en exposant, introduits par l'outil «  Source ») sont à placer entre la fin de phrase et le point final[comme ça].
- Les liens internes (vers d'autres articles de Wikipédia) sont à choisir avec parcimonie. Créez des liens vers des articles approfondissant le sujet. Les termes génériques sans rapport avec le sujet sont à éviter, ainsi que les répétitions de liens vers un même terme.
- Les liens externes sont à placer uniquement dans une section « Liens externes », à la fin de l'article. Ces liens sont à choisir avec parcimonie suivant les règles définies. Si un lien sert de source à l'article, son insertion dans le texte est à faire par les notes de bas de page.
- La présentation des références doit suivre les conventions bibliographiques. Il est recommandé d'utiliser les modèles {{Ouvrage}}, {{Chapitre}}, {{Article}}, {{Lien web}} et/ou {{Bibliographie}}. Le mode d'édition visuel peut mettre en forme automatiquement les références.
- Insérer une infobox (cadre d'informations à droite) n'est pas obligatoire pour parachever la mise en page.

Pour une aide détaillée, merci de consulter Aide:Wikification.
Si vous pensez que ces points ont été résolus, vous pouvez retirer ce bandeau et améliorer la mise en forme d'un autre article.
 (mai 2024).
Cochren & Co. est un groupe de musique chrétienne contemporaine dirigé par l'auteur-compositeur-interprète Michael Cochren et signé chez Gotee Records.

## Origine
Michael Cochren a grandi dans le sud de l'Indiana où la musique fût une majeure partie de son éducation. Après avoir été diplômé, Michael Cochren débuta un groupe avec ses amis, comprenant plus tard sa femme Leah Cochren, et commença à partir en tournées sous le nom Cochren & Co.

## Carrière
Cochren & Co. signèrent avec TobyMac chez Gotee Records et dévoilèrent leur premier single pour le label en 2018. La chanson "Church (Take Me Back)" atteignit le Top 10 du classement Christian Airplay du Billboard.
Cochren & Co. furent nommés pour le Single à Succès de l'Année aux K-Love Fan Awards 2019.
En 2020, Cochren & Co. dévoilèrent leur second single "One Day", qui devint leur second Top 10 du Billboard radio hit. Plus tard dans l'année, le groupe fût nommé comme Révélation de l'Année aux 51ème GMA Dove Awards.
Le groupe dévoila son premier album "Don't Lose Hope" en janvier 2021. L'album généra un succès commercial comprenant trois Top 10 Billboard radio hits, et le titre "Don't Lose Hope" fût intégré dans un épisode de MacGyver sur CBS.
En février 2023, Cochren & Co. dévoila son deuxième album. Le titre "Running Home" passa 4 semaines en première place du classement Christian Airplay du Billboard. Le projet a également intégré le Top 15 Billboard Airplay & AC radio single "Thank God For Sunday Morning", qui fût écouté sur les 22 Chansons K-Love de 2022. Une performance en direct de la chanson "Be There For You" de la deuxième sortie du groupe fût intégrée aux Grammy .com's Positive Vibes Only.
Cochren & Co. firent leur début historique au Grand Ole Opry le 13 juin 2023.
En août 2023, Cochren & Co. dévoila la chanson "Parking Lot", qui grimpe encore dans les classements en février 2024.

## Discographie

### Albums studio
| Titre           | Détails de l'album                                            | La plus haute position dans le classement | Certifications | Ventes de l'album |
| --------------- | ------------------------------------------------------------- | ----------------------------------------- | -------------- | ----------------- |
| Don't Lose Hope | - Sortie : 22 janvier 2021 - Label : Gotee - Formats : CD, LP |                                           |                |                   |
| Running Home    | - Sortie : 3 février 2023 - Label : Gotee - Formats : CD      |                                           |                |                   |

### EPs
- The Nashville Sessions (2017)

### Singles
| Single                         | Année | Pic du classement positions                        | Certifications | Album           |
| ------------------------------ | ----- | -------------------------------------------------- | -------------- | --------------- |
| "Church (Take Me Back)"        | 2018  | 9 (Hot Christian Songs) \| 9 (Christian Airplay)   |                | Don't Lose Hope |
| "One Day"                      | 2019  | 11 (Hot Christian Songs) \| 7 (Christian Airplay)  |                | Don't Lose Hope |
| "Who Can"                      | 2020  | 17 (Hot Christian Songs) \| 13 (Christian Airplay) |                | Don't Lose Hope |
| "Grave"                        | 2021  | 34 (Christian Airplay)                             |                | Don't Lose Hope |
| "Thank God For Sunday Morning" | 2022  | 16 (Hot Christian Songs) \| 14 (Christian Airplay) |                | Running Home    |
| "Running Home"                 | 2023  | 10 (Hot Christian Songs) \| 1 (Christian Airplay)  |                | Running Home    |

## Prix et nominations

### GMA Dove Awards
| Année | Nomination / œuvre         | Prix                                  | Résultat | réf    |
| ----- | -------------------------- | ------------------------------------- | -------- | ------ |
| 2020  | Cochren & Co.              | Révélation de l'Année                 | Nommé    | [ 5 ]  |
| 2023  | Cochren & Co. - "The Lows" | Chanson Rock/Contemporaine de l'Année | Nommée   | [ 20 ] |

### K-Love Fan Awards
| Année | Nommé / œuvre           | Prix                       | Résultat | réf   |
| ----- | ----------------------- | -------------------------- | -------- | ----- |
| 2019  | "Church (Take Me Back)" | Single à Succès de l'Année | Nommé    | [ 4 ] |